# Aalborg Håndbold
Aalborg Håndbold är en handbollsklubb från Ålborg i Danmark, bildad 2011 efter att Aalborg Boldspilklub (AaB Håndbold) sålt sin handbollslicens. Klubben spelar i Herrehåndboldligaen och har Gigantium som sin hemmaarena.
Aalborg tog 2021 och 2024 silvermedalj i EHF Champions League.

## Historia

### AaB Håndbold
Laget bildades 2000 som Aalborg Boldspilklubs handbollssektion då de övertog klubben Aalborg HSH:s licens.
Säsongen 2009/2010 slutade AaB Håndbold på tredje plats i Herrehåndboldligaen. I slutspelet vann man däremot och klubben kunde titulera sig som dansk mästare.

### Aalborg Håndbold
Den 31 december 2010 kungjorde Aalborg Boldspilklub att man hade sålt klubbens handbollssektion till Eigild B. Christensen, som blev ny ägare. Den nya fristående klubbens handbollslicens, som övertogs från AaB Håndbold, började gälla från och med 1 januari 2011. Klubben behöll namnet AaB Håndbold, alla spelare och all annan personal säsongen 2010/2011 ut och bytte sedan namn till Aalborg Håndbold.
Inför Aalborg Håndbolds första säsong som egen klubb, 2011/2012, värvade man bland andra Jacob Bagersted, Håvard Tvedten och Johan Jakobsson. Laget slutade på sjätte plats i Herrehåndboldligaen och kom trea i kvartsfinalgruppspelet i det efterföljande slutspelet. Lagets höjdpunkt under säsongen var ändå finalen i Danska cupen mot AG Köpenhamn. AG Köpenhamn vann dock den matchen.
Inför säsongen 2012/2013 värvades fler svenskar till laget, bland annat Tobias Aren och Niclas Barud. Mads Mensah Larsen värvades från AG Köpenhamn, som hastigt hade försatts i konkurs under sommaren. 12 september 2012 skrev även Johan Sjöstrand på för klubben. Hans kontrakt med FC Barcelona hade dessförinnan, i samförstånd, brutits. Säsongen slutade med att Aalborg Håndbold slutade på första plats i Herrehåndboldligaen. Efter slutspelet blev Aalborg Håndbold danska mästare 2013, efter att ha vunnit över KIF Kolding København i finalserien.
År 2021 blev Aalborg första danska, och även första nordiska, herrlag som vunnit silvermedalj i EHF Champions League. Innan 2021 hade laget som längst tagit sig till åttondelsfinal.

## Meriter
- EHF Champions League
  -  Silver: 2021, 2024
- IHF Super Globe
  -  Brons: 2021
- Danska mästare:
  -  Guld: 2010, 2013, 2017, 2019, 2020, 2021, 2024
  -  Silver: 2014, 2022, 2023
- Danska Cupen:
  -  Guld: 2018, 2021
  -  Silver: 2011, 2020
- Danska Super Cup:
  -  Guld: 2012, 2019, 2020, 2021, 2022
  -  Silver: 2013, 2014, 2023

## Spelartrupp 2023/2024
| Nr | Land    | Pos | Namn                    |
| -- | ------- | --- | ----------------------- |
| 1  | Danmark | MV  | Niklas Landin Jacobsen  |
| 12 | Sverige | MV  | Fabian Norsten          |
| 3  | Sverige | V9  | Lukas Nilsson           |
| 4  | Danmark | H6  | Patrick Wiesmach        |
| 6  | Norge   | V6  | Sebastian Barthold      |
| 7  | Danmark | M9  | Thomas Sommer Arnoldsen |
| 8  | Sverige | M6  | Jesper Nielsen          |
| 11 | Danmark | M6  | Simon Hald              |
| 14 | Danmark | H9  | Mads Hoxer Hangaard     |

| Nr | Land      | Pos | Namn              |
| -- | --------- | --- | ----------------- |
| 15 | Sverige   | H9  | Jack Thurin       |
| 17 | Danmark   | H9  | Martin Larsen     |
| 18 | Slovenien | M9  | Aleks Vlah        |
| 19 | Norge     | H6  | Kristian Bjørnsen |
| 21 | Danmark   | V9  | Henrik Møllgaard  |
| 22 | Danmark   | M6  | René Antonsen     |
| 23 | Danmark   | V6  | Buster Juul       |
| 24 | Danmark   | V9  | Mikkel Hansen     |
| 25 | Danmark   | V9  | Marinus Munk      |

## Spelare i urval
- Jan Lennartsson (2007–2013)
- Rasmus Wremer (2007–2011)
- Jonas Larholm (2008–2012)
- Kristian Svensson (2008–2010)
- Mattias Gustafsson (2008–2010)
- Olof Ask (2010–2011)
- Johan Jakobsson (2011–2014)
- Johan Sjöstrand (2012–2013)
- Niclas Barud (2012–2015)
- Emil Berggren (2014–2016)
- Andreas Palicka (2015–2016)
- Mikael Aggefors (2016–)
- Jonas Samuelsson (2020–2022)
- Felix Claar (2020–2023)
- Lukas Sandell (2020–2023)
- Sørenn Rasmussen (2003–2010)
- Henrik Toft Hansen (2006–2011)
- Joachim Boldsen (2007–2008)
- Jannick Green (2008–2011)
- Henrik Møllgaard (2009–2012, 2018–)
- Mads Mensah Larsen (2012–2014)
- Magnus Saugstrup (2014–2021)
- Mikkel Hansen (2022–)
- Børge Lund (2002–2006)
- Håvard Tvedten (2002–2006, 2011–2016)
- Kristian Kjelling (2009–2013)
- Ole Erevik (2011–2015)
- Sander Sagosen (2014–2017)
- Ómar Ingi Magnússon (2018–2020)
- Aron Pálmarsson (2021–)